# Baharat
Baharat je kořenící směs původem z oblasti Palestiny a Sýrie. Baha´r znamená v arabském jazyce pepř a baha´rat je směs koření, která má velice široké využití. Její hlavní přísady, jak už název napovídá, tvoří černý pepř, nové koření, koriandr, skořice (nebo casie), papriky a muškátový oříšek. Tradičně se baharat používá k okořenění drůbeže, jehněčího masa nebo ryb. Výborně chutná v kombinaci s rýží nebo kuskusem. Vhodný je však i do pokrmů z luštěnin, lilku či patizonu. Před použitím se tradičně směs osmaží na másle.